# Primera División 1936 (Chili)
In 1936 werd het vierde seizoen gespeeld van de Primera División, de hoogste voetbalklasse van Chili. Audax Italiano werd kampioen. 
Santiago FC en Morning Star fuseerden tot Santiago Morning. 

## Eindstand

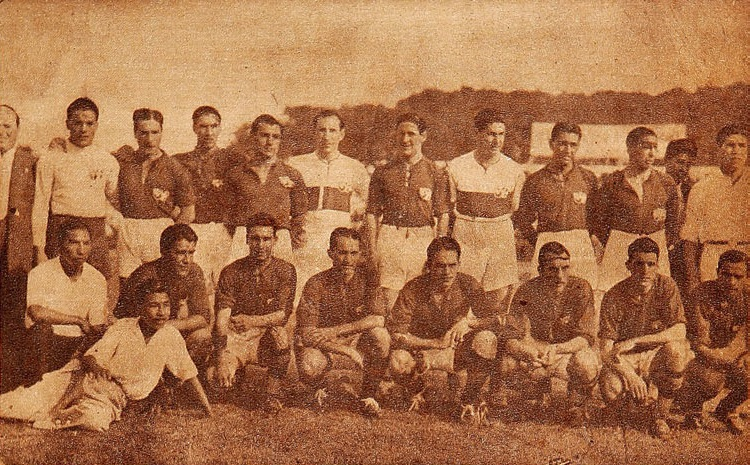
Kampioenenelftal van Audax Italiano.

| Plaats | Club             | Wed. | W | G | V | Saldo | Ptn. |
| ------ | ---------------- | ---- | - | - | - | ----- | ---- |
| 1      | Audax Italiano   | 10   | 7 | 2 | 1 | 38:20 | 16   |
| 2      | Magallanes       | 10   | 6 | 0 | 4 | 31:21 | 12   |
| 3      | Colo-Colo        | 10   | 4 | 2 | 4 | 26:24 | 10   |
| 4      | Santiago Morning | 10   | 4 | 2 | 4 | 21:24 | 10   |
| 5      | Badminton        | 10   | 2 | 3 | 5 | 23:43 | 7    |
| 6      | Unión Española   | 10   | 1 | 3 | 6 | 18:25 | 5    |

|  | Kampioen |